# Нова Весь (гміна Длуґосьодло)
Нова Весь (пол. Nowa Wieś) — село в Польщі, у гміні Длуґосьодло Вишковського повіту Мазовецького воєводства.
Населення — 83 особи (2011).
У 1975-1998 роках село належало до Остроленцького воєводства.

## Демографія
Демографічна структура станом на 31 березня 2011 року:
|          | Загалом | Допрацездатний вік | Працездатний вік | Постпрацездатний вік |
| -------- | ------- | ------------------ | ---------------- | -------------------- |
| Чоловіки | 37      | 14                 | 22               | 1                    |
| Жінки    | 46      | 9                  | 28               | 9                    |
| Разом    | 83      | 23                 | 50               | 10                   |